# تاي ووكر (متزلجة)
تاي ووكر (بالإنجليزية: Ty Walker)‏ هي متزلجة أمريكية، ولدت في 3 مارس 1997 في سميثتاون في الولايات المتحدة.

## وصلات خارجية
- تاي ووكر على موقع الاتحاد الدولي للتزلج (ركوب لوح الثلج) (الإنجليزية)
- تاي ووكر على موقع أوليمبيديا (الإنجليزية)